# Wiesen (Austria)
Wiesen è un comune austriaco di 2 745 abitanti nel distretto di Mattersburg, in Burgenland; ha lo status di comune mercato (Marktgemeinde).